# Inimigos do Rei
Inimigos do Rei foi uma banda brasileira formada em 5 de janeiro de 1987, no Rio de Janeiro, por cinco integrantes do grupo Garganta Profunda, cuja direção musical estimulava os componentes a, em suas apresentações, produzirem números em formações menores. Contava, no início, com sete integrantes: aos cinco ex-Gargantas Luiz Guilherme, Luiz Nicolau, Paulinho Moska, Marcelo Marques e Marcus Lyrio, agregaram-se o baixista Marcelo Crelier e o tecladista Lourival Franco.
Ficou conhecida por seu estilo irreverente e humorístico, compondo músicas com duplo sentido e com acentuados jogos de vozes, além de excêntricas performances no palco.

## História

### Início e sucesso
Em 1989, gravou o LP Inimigos do Rei, destacando-se as faixas "Uma Barata Chamada Kafka" e "Adelaide" - versão para "You Be Illin" do grupo de hip-hop Run-D.M.C., - que fizeram sucesso nas emissoras de rádio a ponto de consagrar à banda um Disco de Ouro. Com o sucesso, o grupo passou por programas como Xou da Xuxa, Globo de Ouro e Domingão do Faustão.
Em 1990, lançou o álbum Amantes da Rainha que apresentou um lado mais visceral do grupo, com músicas como "Carne, Osso e Silicone" e "O Pacto". O disco não chegou a fazer sucesso como o antecessor.
Em 1991, participaram do Rock in Rio II. No mesmo ano, Paulinho Moska deixou o grupo para seguir carreira solo.
Em 1997, gravaram mais um disco, então com seis integrantes, que contava com músicas inéditas e algumas regravações como "Mamãe Passou Açúcar em Mim", de Carlos Imperial (imortalizada na voz de Wilson Simonal), e "Come Together", de Lennon/McCartney (The Beatles).
O Arquivo - Inimigos do Rei só sairia em 1998, junto com a primeira pausa da banda.

### Retorno
Em 2003, decidiram retomar o trabalho a pedido da Rádio Cidade (RJ), para uma série de shows "revival" dos Anos 80 organizados pela emissora. Assim, seguiram se apresentando por todo o país.
Em 2005, participaram da gravação do DVD Festa Ploc 80, no Circo Voador, com mais de três mil pessoas na plateia, realizando o primeiro registro oficial ao vivo de seus sucessos "Uma Barata Chamada Kafka" e "Adelaide".
Em 2009, numa formação "power trio", os três integrantes remanescentes partem para a evolução dos Inimigos do Rei e mudam o nome do grupo para INIMIX, mantendo o repertório da banda e acrescentando diversas músicas inéditas como "A Crise", "O Medo" e "A Vida".
Em 17 de agosto de 2014, no Rio de Janeiro, aconteceu o último show da banda antes de uma nova pausa: Marcelo Marques, Marcus Lyrio e Marcelo Crelier, receberam como ilustríssimo convidado, Lourival Franco (teclados), que retornou à banda apenas para aquela apresentação, encerrando mais um ciclo do trabalho.

## Integrantes

### Formação atual
- Marco Lyrio (guitarra)
- Marcelo Crelier (baixo)
- Marcelo Marques (bateria)

### Ex-integrantes
- Paulinho Moska (voz)
- Luiz Nicolau (voz)
- Luiz Guilherme (voz)
- Lourival Franco (teclados)

## Discografia

### Álbuns de estúdio
| Ano  | Detalhes do álbum                                           | Certificações (vendas certificadas)   |
| ---- | ----------------------------------------------------------- | ------------------------------------- |
| 1989 | Inimigos do Rei - Lançado: 1989 - Gravadora: Epic Records   | - ABPD: Ouro - Vendas totais: 100.000 |
| 1990 | Amantes da Rainha - Lançado: 1990 - Gravadora: Epic Records |                                       |
| 1998 | Arquivo - Inimigos do Rei - Lançado: 1998 - Gravadora: CID  |                                       |